# Верненская обсерватория
Верненская обсерватория (башня Бердихина) — здание в Алма-Ате, в котором располагалась Главная геофизическая обсерватория.

## История
В 1914—1915 гг., архитектором И. Пономаревым по типовому проекту Пулковской обсерватории, были возведены первые постройки будущего Казгидромета: башня Бредихина и метеоплощадки наблюдений на средства Главной геофизической обсерватории. Этот дом располагался на южной окраине города, выше Головного арыка (ныне проспект Абая).
С 1918 по 1921 годы здесь размещался штаб Красной Армии.
С 1932 годы станция (на тот момент Главная геофизическая обсерватория), была оснащена новыми метео- и аэрологическими приборами и являлась главной метеорологической станцией Казахской ССР.
В годы Великой Отечественной войны в здании размещался сектор астрономии и физики Казахского Филиала АН СССР, где работали выдающиеся учёные-астрофизики Г. Тихов, В. Фесенков, Н. Штауде, эвакуированные в Алма-Ату.
В 1950—1960-е годы алматинцы использовали обсерваторию как наблюдательный пункт за полётами искусственных спутников Земли.
В последние десятилетия здесь располагался Музей гидрометеорологии Казгидрометцентра, далее представительство Управления охраны окружающей среды Алматинской области.
В 2005 году согласно постановлению Акимата города Алма-Аты земельный участок, на котором располагается здание Верненской обсерватории предполагалось приватизировать, однако прокуратурой это решение было обжаловано.
В 2016 году был утверждён проект реконструкции исторического здания, которую будет обязан провести застройщик соседнего участка для многоэтажной застройки.

## Архитектура
Сооружение является образцом раннего модерна. Усеченная пирамида башни высотой 10 метров, венчающей здание, подчеркивала вертикальную ось, симметричность главного входа. Позднее, к деревянному прямоугольному в плане объёму, с западной стороны было пристроено кирпичное помещение.
Стены башни сложены из бревен Тянь-Шанской ели, снаружи и внутри здания оштукатурены, побелены.

## Памятник истории и культуры
10 ноября 2010 года был утверждён новый Государственный список памятников истории и культуры местного значения города Алматы, одновременно с которым все предыдущие решения по этому поводу были признаны утратившими силу. В этом Постановлении был сохранён статус памятника местного значения бывшего административного здания Верненской обсерватории. Границы охранных зон были утверждены в 2014 году.